# Грузнов, Юрий Николаевич
Юрий Николаевич Грузнов (22 февраля 1947, Чернигов) — советский футболист, вратарь, советский и украинский футбольный тренер.

## Биография
Воспитанник черниговского футбола, занимался сначала в школьной команде, а потом в секции стадиона «Локомотив» у тренера Александра Норова. После успешных выступлений в чемпионате Украинской ССР среди юношей получил приглашение в дубль киевского «Динамо». В 1965 году выступал за киевлян в первенстве дублирующих составов, где стал победителем, а также провёл 4 матча за «Динамо-2» в классе «Б». В 1966 году был приглашён на роль основного вратаря черниговской «Десны» и провёл в команде пять сезонов, сыграв более 100 матчей во второй и первой лигах. После выхода «Десны» в первую лигу (1969) больше не был игроком основы, сыграв за сезон только 9 матчей, а по окончании сезона 1970 года черниговский клуб был расформирован. Некоторое время вратарь выступал за «Динамо» (Хмельницкий) во второй лиге, а затем до конца карьеры играл в соревнованиях КФК за черниговский «Химик». В составе «Химика» в 1975 году был бронзовым призёром, а в 1976 году — чемпионом Украинской ССР среди КФК.
После окончания игровой карьеры некоторое время работал учителем физкультуры в одной из школ Чернигова, а затем — тренером местной ДЮСШ. В 1990 году назначен главным тренером «Десны» и возглавлял команду 4 сезона. В весеннем сезоне 1992 года привёл команду к пятому месту в первой лиге Украины, что долгое время было лучшим результатом в истории клуба. В 1993—1994 годах тренировал клуб высшей лиги Белоруссии «Фандок» (Бобруйск), стал финалистом Кубка Белоруссии и участвовал в матчах Кубка обладателей кубков (по другим данным, оставил пост ещё до матчей еврокубков). В 1995 году стал помощником Юрия Коваля в игравшем в высшей лиге Украины «Кривбассе» (Кривой Рог) и в конце года в пяти матчах исполнял обязанности главного тренера клуба. В 1996 году ассистировал Ковалю в «Полиграфтехнике» (Александрия). В 1997 году привёл клуб «Гомель» к победе в первой лиге Белоруссии. В 1999—2002 годах снова возглавлял «Десну», игравшую во второй лиге.
Также работал в запорожском «Металлурге» (2004), белорусском МПКЦ[уточнить].
В 2012 году недолго исполнял обязанности главного тренера женской команды «Легенда» (Чернигов), затем до 2016 года работал в тренерском штабе клуба. В конце 2010-х годов — руководитель Ассоциации ветеранов футбола Черниговской области.